# Orchard Hills, New South Wales
Orchard Hills är en förort till Sydney i Australien. Den ligger i kommunen City of Penrith och delstaten New South Wales, i den sydöstra delen av landet, omkring 47 kilometer väster om centrala Sydney. Antalet invånare är 530.
Runt Orchard Hills är det tätbefolkat, med 442 invånare per kvadratkilometer.. Närmaste större samhälle är Blacktown, omkring 19 kilometer öster om Orchard Hills.
I omgivningarna runt Orchard Hills växer huvudsakligen savannskog. Genomsnittlig årsnederbörd är 1 267 millimeter. Den regnigaste månaden är februari, med i genomsnitt 216 mm nederbörd, och den torraste är juli, med 25 mm nederbörd.